# 八幡大神宮 (大阪市)
八幡大神宮（はちまんだいじんぐう）は、大阪市旭区清水にある神社。旧社格は村社。別名を不焼宮（やけずのみや）という。

## 歴史
天智天皇（661年 - 671年）の時代、この辺りに藤原氏が春日大神を産土神として祀ったのが始まりである。
建武・延元（1334年 - 1339年）の頃に、融通念仏宗の実尊誠阿上人が師匠である大念仏寺7世法明上人の遺命をうけ、石清水八幡宮から行教が貞観元年（859年）に感得したとされる阿弥陀三尊の絵像天筆如来を貰い受けて河内国茨田郡佐太に寺院を建立しようとしていた時、これを妬んだ他の兄弟弟子達に襲撃された。実尊は逃れて当宮に身を隠したところ、ついに見つけ出されてしまい当宮は火を放たれた。しかし火はすぐに消えると、実尊が抱えていた天筆如来が「この上人は西方極楽世界の脇侍観世音菩薩なり」といって光り輝いた。すると襲ってきた者たちは皆驚いて改心し、実尊に帰依した。この出来事以来、当宮は「不焼宮」と称されるようになった。
貞和3年（1347年）、実尊は河内国茨田郡下仁和寺庄守口村（現・守口市来迎町）に融通念仏宗佐太派本山来迎寺（現在は浄土宗の寺院）を建立し、また当宮に報いるために自らが信奉する八幡大神（本地仏は阿弥陀如来）を当宮に祀ろうとし、石清水八幡宮から八幡大神の分霊を当宮に勧請した。これにより、春日大神に加えて八幡大神も祭神となった。そして当宮は来迎寺の末寺とされ、神仏習合ゆえに「不焼寺」とも称された。この縁により、現在に至るまで来迎寺の住職はその交代ごとに当社に来拝するという習わしが続いている。
3年後の貞和6年（1350年）、兵五という者がこの近辺の五か村の寺社を「益なきもの」だとして破却したり、殺人をしたりと暴れまわっていたところ、ついに罰が下り、200日以内に兵五の一族19人全員が疫病にかかり、そのうち兵五を含めて7割の人が亡くなった。すると今度は亡くなった兵五一族が五か村の村民に祟りをなし、その村民を疫病にかからせてそのうちの7割を殺してしまった。嘆いた村民たちは実尊に悪病退散の加持祈祷を依頼した。実尊はかつての恩返しとばかりに当宮にやってくると兵五の死霊得脱のために七昼夜の間施餓鬼を行って霊魂を得脱させ、病人全員を回復させた。助けてもらった村民は今度は実尊に報いようとし、当宮の従来の主神である春日大神を相殿に移し、八幡大神を新たに主祭神とした。こうして当宮は八幡神社となった。
宝永3年（1706年）、来迎寺の住職茲海上人が幕府に呼ばれた際、不焼宮についても詳しく書かれている来迎寺の縁起を提出し将軍徳川綱吉がそれに目を通している。
明治時代になると村社に列せられている。

## 祭神
- 八幡大神（誉田別命、比咩大神、息長帯姫命の総称）
- 春日大神（武甕槌命、経津主命、天児屋根命、比売神の総称）
- 蛭子大神

## 境内
- 本殿
- 拝殿
- 不焼稲荷社 - 祭神：稲荷神
- 神輿庫
- 社務所
- 松の音吉松の碑 - 大坂相撲の大関。上辻村（現・清水3丁目）出身。
- 境外社
  - 御旅所 - 八幡大神宮の東南にある。

## 祭事
- 3月20日・稲荷祭
- 9月15日・例祭
- 例祭と夏祭の斎行は第二日曜日

## 現地情報
所在地
- 大阪府大阪市旭区清水3-20-19

交通アクセス
- Osaka Metro今里筋線 清水駅
- 京阪本線 千林駅
- 京阪本線 滝井駅